# Парциум
Парциум (лат. Partium) — латинское название региона, расположенного к северу и западу от Трансильвании; по-венгерски называется Ре́сек (венг. Részek).

## Происхождение названия

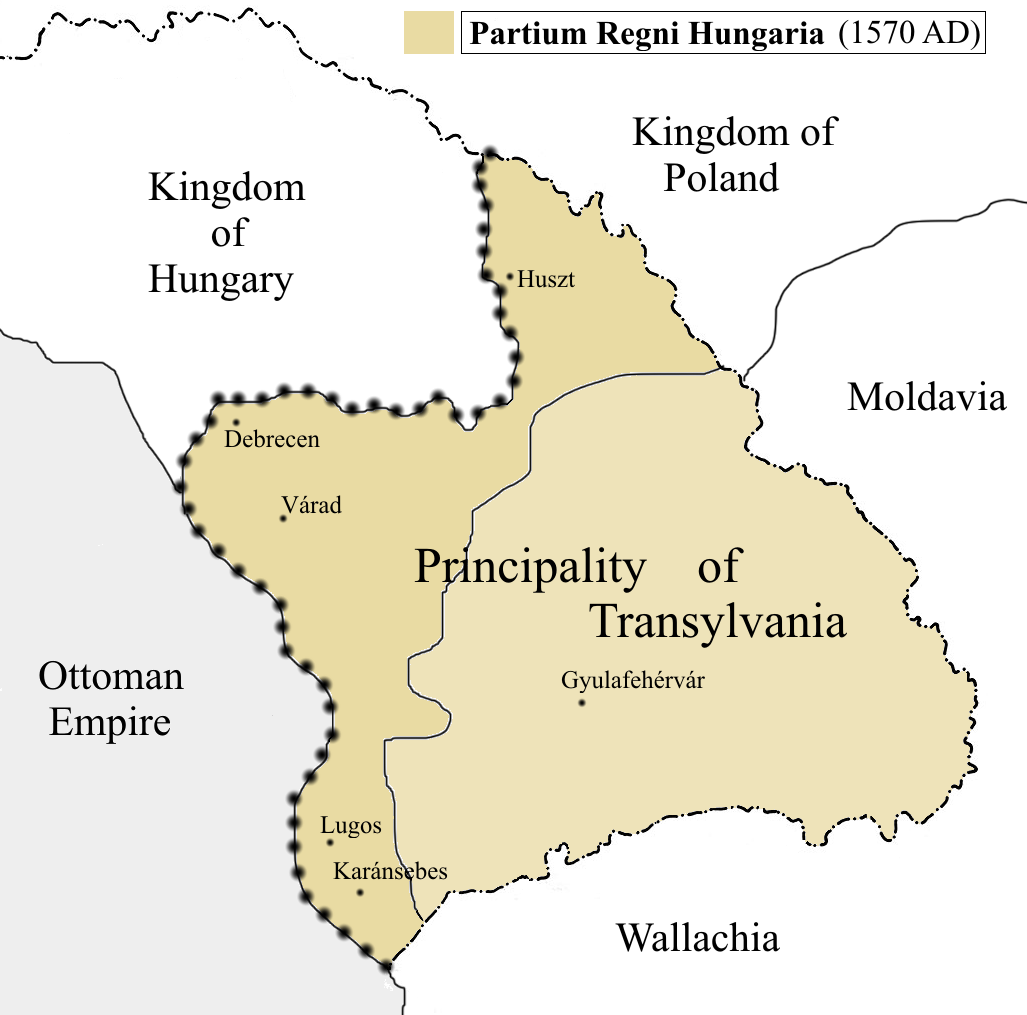
Раздел Восточно-Венгерского королевства в 1570 году

В 1526 году, после битвы при Мохаче, Венгерское королевство пало под натиском турок. В 1541 году, после взятия турками Буды, Венгрия была разделена на три части. Габсбурги получили контроль над землями на севере и западе (Королевская Венгрия), турки получили Османскую Венгрию, а в восточной части трансильванский воевода Янош Запольяи (Иван Запольский) при помощи турок основал Восточно-Венгерское королевство. 29 февраля 1528 года султан Сулейман Великолепный согласился пойти на союз с Запольяи, и дал ему письменные гарантии своей поддержки.
В 1570 году Янош II Сигизмунд, сын Яноша Запольяи, отказался от претензий на титул «Король Венгрии» в пользу Максимилиана II, претендовавшего на этот титул с 1563 года. При этом Янош II оставил за собой титул «князь Трансильвании».
В 1571 году в Шпайере был подписан договор, согласно которому Янош II отказывался от титула «Король Венгрии», а для него создавалось новое герцогство: «Joannes, serenissimi olim Joannis regis Hungariae, Dalmatiae, Croatiae etc. filius, Dei gratia princeps Transsylvaniae ac partium regni Hungariae». Отсюда и пошло название Partium.
С подписанием договора в Шпайере Восточно-Венгерское королевство прекратило своё существование, разделившись на Герцогство Парциум и Княжество Трансильвания.

## Изменения географии
Изначально Парциум состояло из комитатов Мармарош, Силадь и Бихар, а также региона Ковар. В Парциум были также включены Сёрени и восточный Заранд, которые управлялись Запольяи, но формально не являлись частью Трансильвании.
Княжество Трансильвания находилось под постоянной угрозой нападения как Габсбургов, так и Османской империи. В 1660 году турки захватили Парциум, но к концу века он снова стал трансильванским, чтобы впоследствии войти в домен Габсбургов (фактически — с 1686 года, юридически — с 1699, после подписания договора с Османской империей).
В XVIII веке название Парциум использовалось для обозначения меньшего региона, состоящего из Силади, Ковара и Заранда, но официальной административной единицей он не являлся.
С 1867 года, после австро-венгерского соглашения, земли Парциум вошли в состав транслейтанской части Австро-Венгрии.

## Современное положение
После распада Австро-Венгрии в конце Первой мировой войны примерно 60 % территории Парциум стало частью Румынии, 20 % — Венгрии, и 20 % — Чехословакии (ныне эта территория принадлежит Украине).
В современной Венгрии термин «Partium» используется только по отношению к венгерской части исторического региона